# Paulos II. (Patriarch)
Paulos II. († Ende 653 in Konstantinopel) war Patriarch von Konstantinopel von Oktober 641 bis Dezember 653.
Im Zuge der Unruhen nach dem Tod von Kaiser Herakleios war der Patriarch Pyrrhos gestürzt und nach Africa verbannt worden. Der Presbyter Paulos wurde nach dem Sturz des Kaisers Heraklonas und dessen Mutter Martina zum neuen Patriarchen erhoben. Wie sein Vorgänger ein Verfechter des Monotheletismus, wurde er 643 von Papst Theodor I. exkommuniziert und von Papst Martin I. auf der Lateransynode von 649 anathematisiert (auf dem Dritten Konzil von Konstantinopel 680/681 bestätigt). Beim Aufstand des Feldherrn Valentinos 644/645 ergriff Paulos Partei für Kaiser Konstans II., für den er an der Spitze eines Senatskollegiums zusammen mit der Kaiserin Gregoria bis etwa 650 die Regierungsgeschäfte lenkte. Auf seine Initiative hin erließ Konstans II. 648 den Typus, der die Diskussion über die monotheletische Lehre verbot. Als Papst Martin I. 653 in Konstantinopel wegen Hochverrats – er hatte angeblich die Usurpation des Exarchen Olympios unterstützt – zum Tode verurteilt wurde, soll sich Paulos für eine Abmilderung der Strafe in Verbannung ausgesprochen haben. Nach seinem Tod kehrte sein Vorgänger Pyrrhos Anfang 654 noch einmal für fünf Monate ins Patriarchat zurück.